# Norfolk (Virginia)
Norfolk önálló megyei jogú város az USA Virginia államában. Lakosainak száma 238 005 fő (2020. április 1.).

## Népesség
A település népességének változása:
| Lakosok száma | 242 803 | 243 641 | 246 007 | 246 139 | 246 393 | 244 703 | 238 005 |
|               | 2010    | 2011    | 2012    | 2013    | 2015    | 2017    | 2020    |